# 礁岩鳳尾蘚
礁岩鳳尾蘚（学名：Fissidens subangustus）为鳳尾蘚科鳳尾蘚屬下的一个种。

## 扩展阅读
- 維基物種上的相關：礁岩鳳尾蘚